# Ada Međica
Ada Međica (en serbio cirílico: Ада Међица) es un barrio urbano de Belgrado, la capital de Serbia. Se encuentra en el municipio de Belgrado de Novi Beograd.
Ada Međica también es una isla fluvial en el río Sava, de un kilómetro de largo y 200 metros de ancho. Se encuentra justo al norte de la parte central de la mucho más grande isla Ada Ciganlija.
Está cubierta de bosques y no tiene población residente, pero tiene muchas casas vacacionales cuyos propietarios son en su mayoría habitantes de Belgrado. Durante el verano más de 2.000 personas pasan los fines de semana en Ada Međica, que es accesible solo por pequeñas embarcaciones. Las Actividades de ocio incluyen nadar, caminar y barbacoas, ya que la zona está casi intacta y sin servicios turísticos. 
El nombre de la isla, Ada Međica, proviene del serbio "isla del río fronterizo", debido a que por muchos siglos el río Sava, fue una frontera de muchos estados (Imperio Romano, Imperio Bizantino, Reino de Hungría, Serbia, el Imperio Otomano, la Monarquía Habsburgo, etc.) La isla es hoy un límite interno, ya que pertenece al municipio de Novi Beograd, y a tan solo 100 metros de distancia esta Ada Ciganlija que pertenece al municipio de Cukarica.